# Francine Prose
Francine Prose (New York, 1 april 1947) is een Amerikaans romanschrijver. 

## Carrière
Ze is afgestudeerd aan Radcliffe College in 1968 en ontving een Guggenheim Fellowship in 1991. Prose zat in de jury van de PEN/Newman's Own-prijs, en haar roman, Blue Angel, was finalist voor de National Book Award. 
Ze doceert ook aan het Bard College in Annandale-on-Hudson.

### Romans
- 1974 The Glorious Ones
- 1977 Marie Laveau
- 1981 Household Saints
- 1983 Hungry Hearts
- 1986 Bigfoot Dreams
- 1992 Primitive People
- 1995 Hunters and Gatherers'
- 2001 Blue Angel
- 2003 After
- 2005 A Changed Man
- 2008 Goldengrove

### Korte verhalen bundels
- 1988 Women and Children First
- 1997 Guided Tours of Hell
- 1998 The Peaceable Kingdom

### Kinderboeken
- 2005 Leopold, the Liar of Leipzig

### Non-fictie
- 2002 The Lives of the Muses : Nine Women & the Artists They Inspired
- 2003 Gluttony
- 2003 Sicilian Odyssey
- 2005 Caravaggio : Painter of Miracles
- 2006 Reading Like a Writer

- Bibsys: 1028528
- Biblioteca Nacional de España: XX1732146
- Bibliothèque nationale de France: cb121386344 (data)
- Catàleg d'autoritats de noms i títols de Catalunya: 981058521573806706
- CiNii: DA06447581
- Gemeinsame Normdatei: 120341212
- International Standard Name Identifier: 0000 0000 8179 7947
- Library of Congress Control Number: n50020196
- Nationale Bibliotheek van Letland: 000050874
- Bibliotheek van het Japanse parlement: 00980213
- Nationale Bibliotheek van Tsjechië: xx0020042
- Nationale bibliotheek van Australië: 35434764
- Nationale Bibliotheek van Israël: 987007266864205171
- Nationale Bibliotheek van Polen: a0000001257678
- Nationale en Universitaire bibliotheek Zagreb: 000427696
- Nederlandse Thesaurus van Auteursnamen: 073812226
- Réseau des bibliothèques de Suisse occidentale: 02-A003714214
- Istituto Centrale per il Catalogo Unico: MILV167606
- SNAC: w6n956vd
- Système universitaire de documentation: 029844991
- Trove: 951684
- Virtual International Authority File: 112469802
- WorldCat: E39PBJj4y4gkgHbv44yv3G34v3